# Dilated Peoples
Dilated Peoples är ett amerikanskt hiphopband från Los Angeles i Kalifornien. De är ett respekterat namn i undergroundhiphop-kretsar, men har inte haft några större framgångar bland den breda massan, med undantag för Kanye West-samarbetet 2004 då de gjorde hitlåten "This Way" tillsammans. Gruppen består av DJ Babu (producent/DJ), Evidence (emcee/producent) samt Rakaa Iriscience (emcee).

## Diskografi

### Album
- 2000: The Platform
- 2001: Expansion Team
- 2004: Neighborhood Watch
- 2006: 20/20
- 2007: The Release Party
- 2014: Directors of Photography

### Singlar
- 2000: No Retreat
- 2000: The Platform
- 2001: Worst Comes to Worst
- 2004: This Way
- 2005: Back again

### Soloalbum
- 2005: Likwit Junkies LP (DJ Babu & Defari)
- 2007: The Weatherman LP (Evidence)
- 2008: The Layover EP (Evidence)
- 2011: Crown of Thorns (Rakaa)
- 2011: Cats & Dogs (Evidence)